# Lake Dolores Waterpark
Koordinaten: 34° 56′ 54″ N, 116° 41′ 15″ W
Der Lake Dolores Waterpark (englisch für Dolores-See-Wasserpark), später auch Rock-A-Hoola Waterpark und Discovery Waterpark, ist ein verlassener Wasserpark in Newberry Springs in der Mojave-Wüste in Südkalifornien. Der Park war der erste Wasserpark der Vereinigten Staaten.

## Geschichte

### Planung und Konstruktion
Der lokal ansässige Geschäftsmann Bob Byers plante und erstellte den Park ursprünglich für seinen erweiterten Familienkreis. Der See Lake Dolores wurde nach Byers' Ehefrau (Dolores Byers) benannt. In den späten 1950er- und frühen 1960er-Jahren begannen die Konzeption, die Planung und der Bau des Wasserparkes.
Für das Projekt wählte man eine weite Fläche dürren Landes an der östlichen Ecke der Mojave-Wüste, etwa 100 Meter vom Interstate 15 entfernt. Das Gebiet enthält unterirdische Quellen die vom Mojave Aquifer gespeist werden. Somit stellte es keine Schwierigkeit dar, den 110 Hektar großen Stausee Lake Dolores mit Wasser zu versorgen.

### Zugang für die Öffentlichkeit und Ausbau
Im Mai 1962 wurde ein Campingplatz am Lake Dolores der Öffentlichkeit zugänglich gemacht. Motocross-Begeisterte und Reisende auf dem Interstate 15 zwischen Los Angeles und Las Vegas sicherten die Einkünfte des Campingplatzes.
Über die folgenden 25 Jahre – bis 1987 – wurden zahlreiche Attraktionen und Fahrgeschäfte hinzugefügt; das Gelände entwickelte sich in einen Wasserpark. Im Fernsehen wurde mit dem Slogan „The Fun Spot of The Desert!“ geworben.
Der Höhepunkt des Parkes war zwischen den frühen 1970er- und mittleren 1980er-Jahren. Nach einem Abwärtstrend in den späten 1980er-Jahren wurde der Park schließlich geschlossen.

### Lake Dolores Waterpark –Fahrten und Attraktionen
Der Park kennzeichnete sich durch acht identische, 46 Meter hohe, 60-Grad-Winkel-Wasserrutschen aus Stahl, die nebeneinander auf einem künstlich errichteten Hügel montiert worden waren. Besucher fuhren auf kleinen Plastikfloßen, die 37 bis 46 Meter über die Lagune hüpften.
In der Nähe waren zwei V-förmige Wasserrutschen, rund 46 Meter lang. Die Rutschen endeten 4,6 Meter über der Wasseroberfläche und schleuderten den stehenden Besucher weg wie eine menschliche Kanonenkugel.
Bei der „Zip-Cord“-Fahrt hingen die Passagiere an einem von Hand gehaltenen Gerät, das an einem Führungsdraht befestigt war, in einem 30-Grad-Winkel 61 Meter über dem Boden. Am Ende dieses Drahts würde der Handgriff in einen Blockiermechanismus einschlagen und etwa sechs Meter über dem Wasser zum Stillstand kommen, wobei der Impuls den hängenden Reiter sechs Meter vorwärts in die Lagune stößt.
In der Mitte eines kleineren angrenzenden Sees befanden sich drei hohe Sprungbretter und drei trapezartige Schaukeln, die von einer A-Rahmenkonstruktion auf einer sechs Meter hohen Plattform herabhingen. Von diesen Schaukeln sprangen Passagiere in den See.
Der „Big Bopper“ war eine schnelle, lange Gruppenraftfahrt. Der „Lazy River“ war eine langsamere und entspanntere Floßfahrt. Es gab auch Stoßstangenboote, eine ovale JetSki-Wasserrennbahn und ein Schwimmbad.

### Rock-A-Hoola-Wasserpark

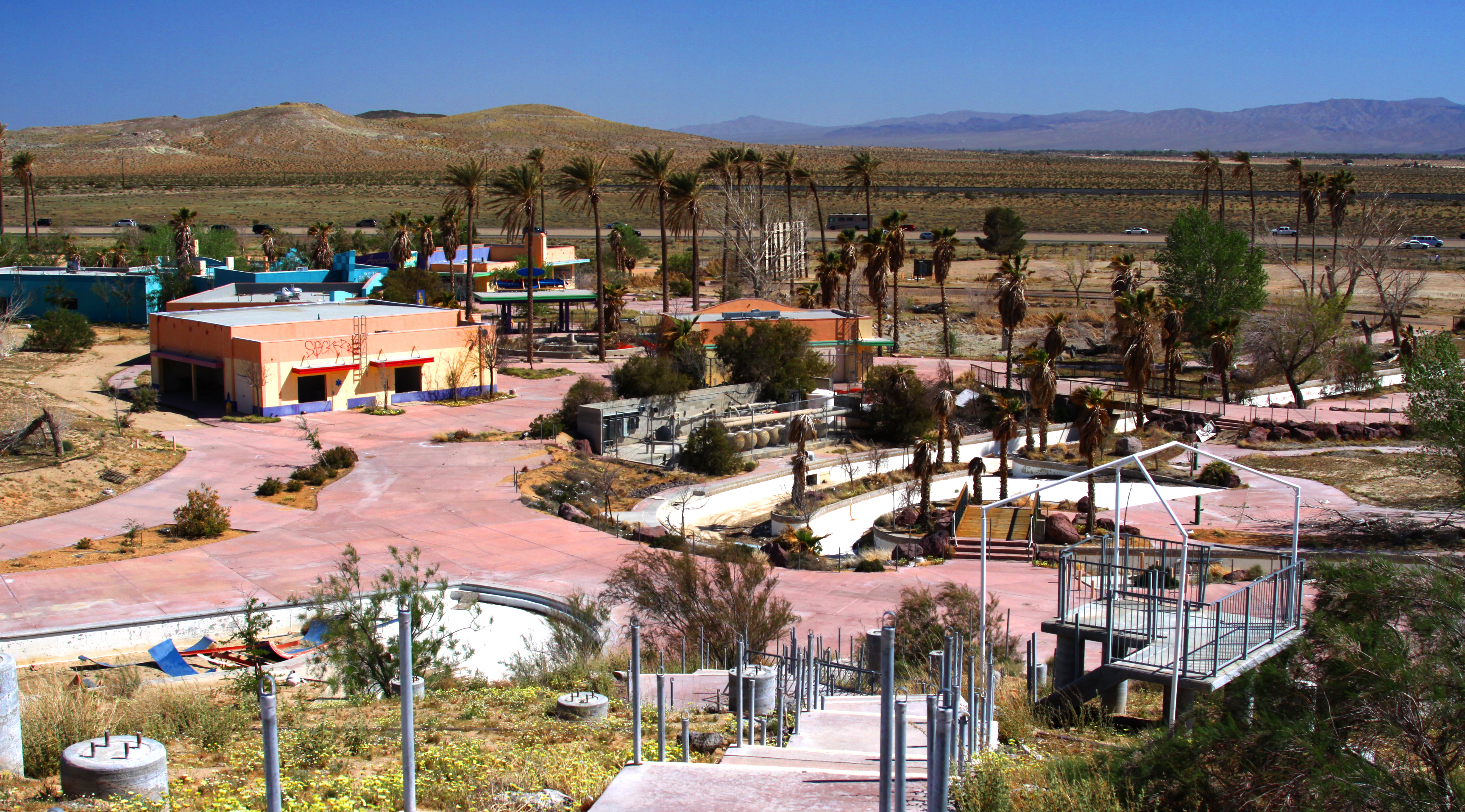
Die Reste des Rock-A-Hoola-Wasserparks; im Hintergrund der Interstate 15

Byers verkaufte den ausgedienten Park im August 1990 an die Lake Dolores Group LLC, eine dreiköpfige Investment-Gruppe, geführt durch den aus Oxnard stammenden Geschäftsmann Terry Christensen. Die Gruppe stellte sich einen glänzenderen Park mit dem Thema „1950er-Jahre“ vor.
Im Jahr 1995 wurden die originalen Wasserrutschen vom Hügel entfernt, um Raum für neue Installationen zu schaffen. Für das Marketing wurde die Beachport Entertainment Corporation unter Vertrag genommen. Am 4. Juli 1998 öffnete der Park schließlich unter dem neuen Namen Rock-A-Hoola. Ein besonderes Merkmal des neuen Parkes war, dass konstant Rock-and-Roll-Musik aus den 1950er- und 1960er-Jahren zu hören war. Eine neue Attraktion war eine Flussfahrt auf aufgeblasenen Schläuchen.
Ein Stellplatz für Reisemobile war geplant, die Eröffnung wurde aber verzögert. In seinen drei Saisons hatte der Park drei Millionen Dollar Schulden: Einer der drei Investoren hatte finanzielle Probleme und ein Mitarbeiter, der bei einem Unfall 1999 gelähmt war, erhielt 4,4 Millionen Dollar Schadenersatz (bestätigt vom kalifornischen Berufungsgericht im Jahr 2004). Der Park beantragte im Februar 2000 den Konkurs von Chapter 11.
Der vom Gericht bestellte Treuhänder konnte keinen Käufer finden. Im August 2000 wurde der Insolvenzantrag in Kapitel-7-Liquidation geändert. Der Konkursrichter, der den Fall beaufsichtigte, gab das Eigentum an Dolores Byers zurück (Ehemann Bob Byers starb 1996), wobei die meisten Schulden abgetragen wurden.
Dolores Byers verkaufte die Immobilie im September 2001 an S.L. Investment Group LLC in Industry (Kalifornien). Sie starb einen Monat später.

### Discovery-Wasserpark
Nach einer 400.000 US-Dollar teuren Renovation öffnete der Wasserpark im Mai 2002 erneut unter dem neuen Namen Discovery Waterpark. In den Jahren 2002 und 2003 war jeweils nur an Wochenenden geöffnet. Während der letzten Saison, im Sommer 2004, war der Park nur periodisch geöffnet. Seit Sommer 2004 ist der Park dauerhaft geschlossen.

### Ruin und Untergang

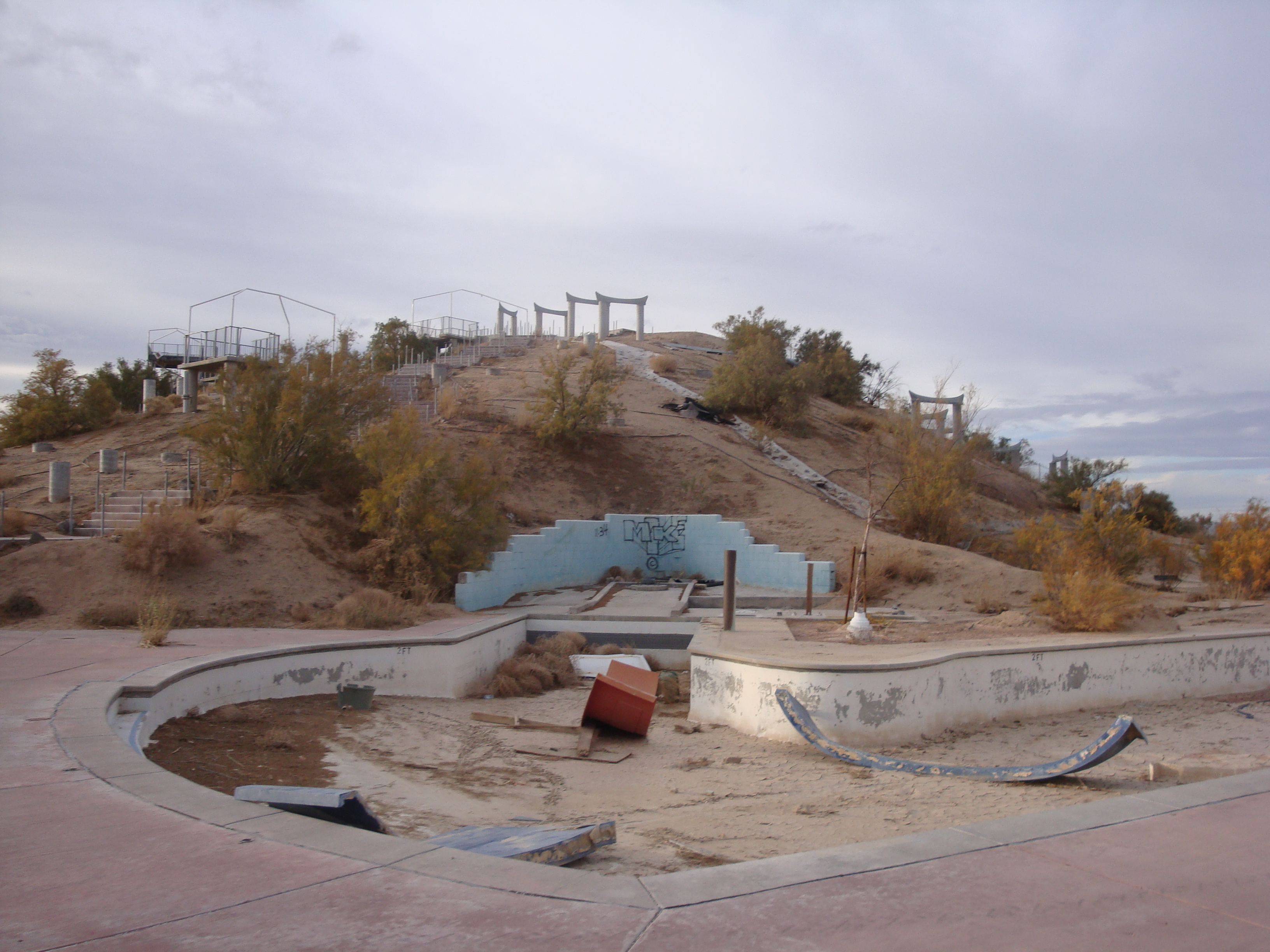
Der Wasserpark im Jahr 2012

Im Jahr 2003 wollte der olympische Goldmedaillengewinner und ehemalige Profi-Footballspieler Ron Brown mit dem Pro-Players-Network, einer Gruppe Profisportler, den Park zu einem Camp für benachteiligte Jugendliche zu machen, doch dieser Versuch scheiterte.
In den letzten Jahren wurden die Attraktionen des Parks Stück für Stück verkauft. Die Wasserrutsche „Big Bopper“ wurde demontiert und nach Kanada verschifft. Als „Colossal Canyon“ steht sie jetzt im Cultus Lake Waterpark in der Nähe von Vancouver.
Im Jahr 2011 stellte eine Gruppe namens Oasis Themepark ein Projekt vor: Den Park zu renovieren und wieder zu eröffnen, aber der Fortschritt klappte nur halbherzig.

## Heute
Heute sind alle Wasserrutschen und Attraktionen weg und der Park liegt in Ruinen. Der Großteil des Parks wurde wiederholt verwüstet und von Menschen zerstört, die Metall und Drähte von den Gebäuden entfernten. Besucher betraten den Park, obwohl am Eingang ein Schild mit der Aufschrift „Kein Hausfriedensbruch“ angebracht wurde. Dieses Schild wurde im Jahr 2015 abgerissen.
Gegenwärtig wird der Park von keinem Zaun oder einer Grenze umgeben, sodass Menschen aus der Mojave-Wüste eintreten können. Die Straße zum Park ist beschädigt und der ehemalige Parkplatz ist bedeckt von einer Staubschicht aus der Mojave-Wüste.
Die Zukunft der Immobilie ist unbekannt; Renovierungsarbeiten sind wegen der irreparablen Schäden jedoch unwahrscheinlich.

## Erscheinung in Film und Fernsehen
Im März 2008 erschien der Park in einer Episode der Reality-TV-Show Rob & Big auf MTV. Der Skateboarder Rob Dyrdek und Freunde führten im Wasserpark und auf den Rutschbahnen Skateboard-Stunts für die Show vor.
Im Juni 2012 zeigte ein anderer Skate-Film („Kilian Martin: Altered Route“ unter der Regie von Brett Novak) den Park in seinem damaligen Zustand.
Im Jahr 2013 wandelte die New Yorker Kunstgruppe TrustoCorp den Park um zu TrustoLand als künstlerisches Statement. Dabei bemalten sie zahlreiche Schilder und Gebäude mit ungewöhnlichen Bildern und Nachrichten.
Am 27. Mai 2013 veröffentlichte die britische Band Boards of Canada ihr Album Tomorrow's Harvest im Lake Dolores Waterpark. Zuvor kündigten sie den Auftritt an via Twitter.
30. September 2014 wurde der Park als Kulisse für die Serie Top Gear America verwendet (5. Staffel, 7. Episode What Can It Take).
Im Frühjahr 2015 wurde im Park ein Werbefilm für Mini gedreht.